# Head Spot
Ein Head Spot, deutsch: Kopfpunkt, ist ein Punkt im Raum, den ein Tänzer anvisiert, wenn er eine Drehung mit verzögerter Kopfbewegung durchführt. Der Begriff ist dabei synonym mit dem in der Wahrnehmungspsychologie verwendeten Begriff Fixationspunkt.
Bei einer Drehung mit Head Spot wird zuerst der Körper gedreht, während der Blick solange wie möglich den Head Spot fixiert und damit den Kopf der entsprechenden Richtung zugewandt hält. Erst im letzten Augenblick führt der Kopf die ganze Drehung auf einmal durch, wobei der Head Spot so schnell wie möglich wieder anvisiert wird. Diese Technik führt zur besseren Orientierung des Tänzers bei Drehungen und verhindert die dabei auftretenden Schwindelgefühle, weil durch das Springen des Blickes von einem Fixationspunkt zum nächsten – auch Sakkade genannt – die visuelle Wahrnehmung kurzzeitig aussetzt und das Gehirn nicht mit einer Schwindel erzeugenden Flut unwichtiger optischer Reize überflutet wird. Dabei muss nicht immer eine 360°-Drehung vollführt werden. Prinzipiell sind alle Drehgrade möglich.
Neben den wahrnehmungspsychologischen Gründen erzeugt der Head Spot für den Zuschauer auch scheinbar schnellere Drehungen, da dieser eher auf den Kopf schaut und das Vor- und Nachdrehen des Körpers nicht bewusst wahrnimmt.
Die Drehtechnik ist in allen modernen Tanzstilen verbreitet, die auf pointierte und exakte Bewegungen setzen, z. B. Ballett, die lateinamerikanischen Turniertänze, Swing, Rock ’n’ Roll, Boogie-Woogie, Salsa, Jazz Dance.